# カミャンカ

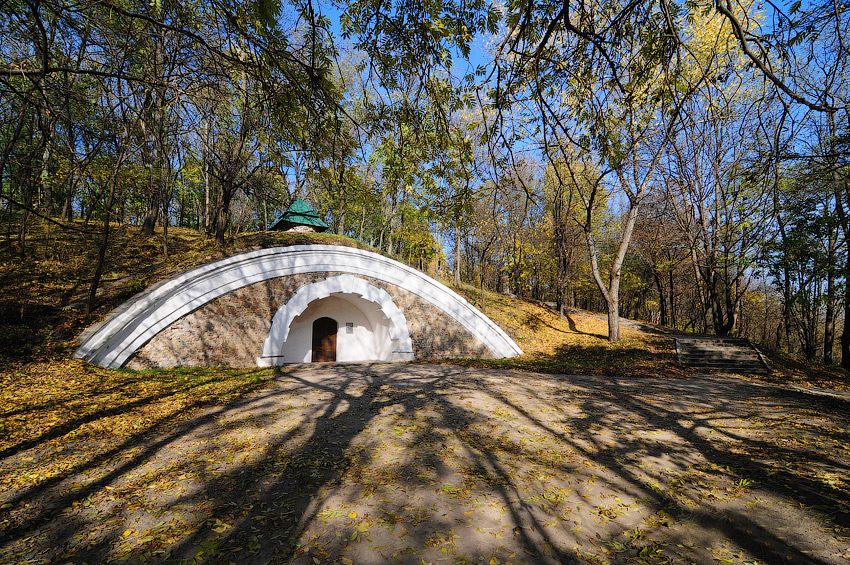
アレクサンドル・プーシキン記念碑

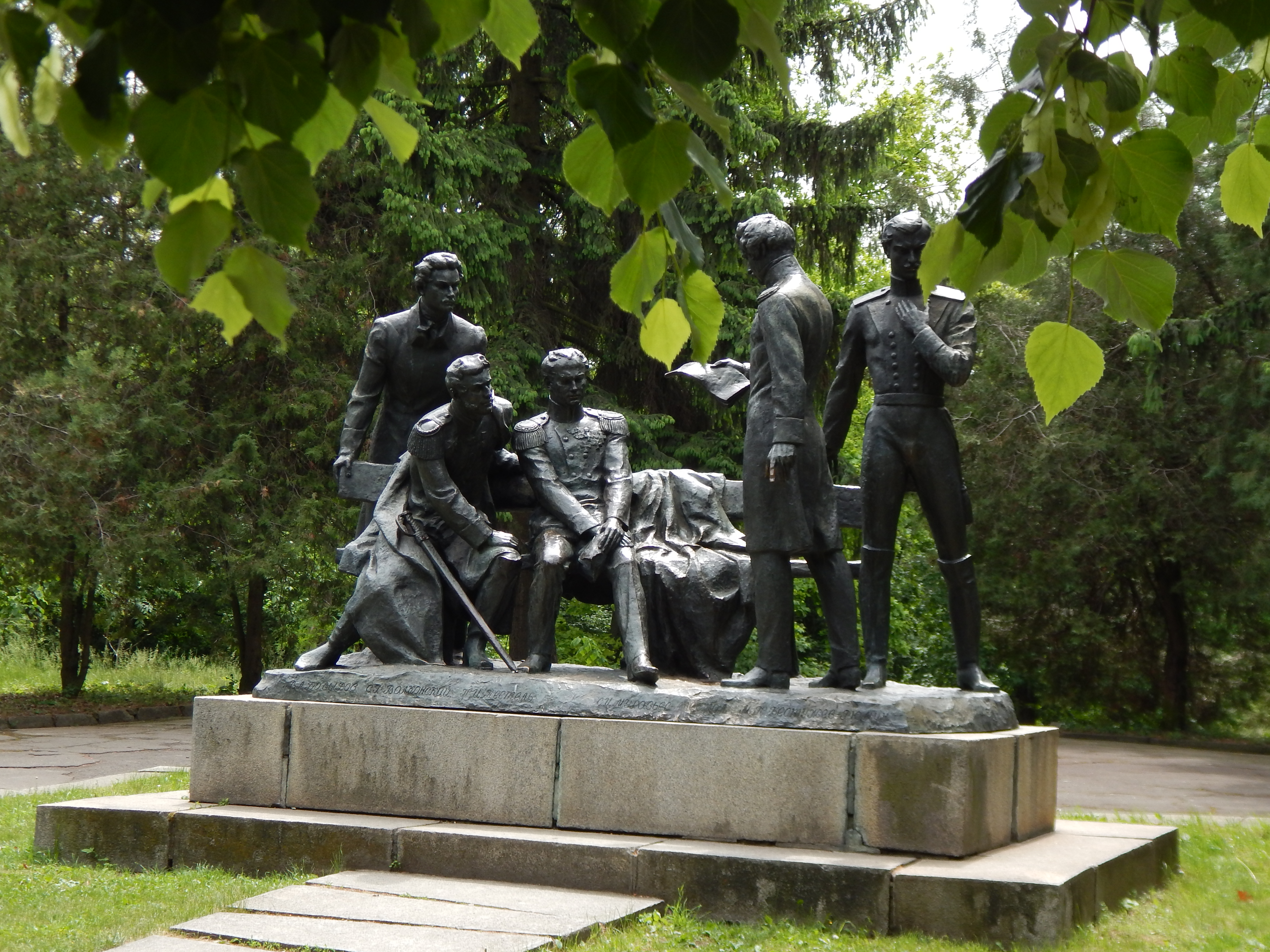
デカブリスト記念碑

カミャンカ（ウクライナ語: Камянка、ロシア語: Камeнка）は、ウクライナのチェルカースィ州のチェルカースィ地区にある町で、ウクライナのフロマーダの1つであるカミャンカ都市フロマーダの管理地である。人口は11,146人（2021年推定）。
ウクライナの首都キーウから南東に300km離れていて、ティヤスミン川のほとりにある田舎町である。
2020年7月18日まで、カミャンカはカミャンカ地区の行政の中心地として機能していたが、ウクライナの行政改革の一環で、この地区は2020年7月に廃止され、チェルカスースィ州の地区数は4つに減って、カミャンカ地区はチェルカースィ地区に統合された。
カミャンカは、グリゴリー・ポチョムキン公爵、ロシア国民的詩人アレクサンドル・プーシキン、作曲家ピョートル・イリイチ・チャイコフスキーなどのナポレオン戦争当時の自由思想家、戦争の英雄が住んだ土地で知られている。デカブリストの南部秘密結社の主な中心地でもあった。またカミャンカには、記念碑として保護された建造物、コレクション、公園を備えた歴史文化的な野外博物館などがある。

## 参照項目
- デカブリストの乱
- アンダンテカンタービレ (チャイコフスキー)